# 中国伊斯兰教协会
中国伊斯兰教协会（英語：China Islamic Association，缩写为），简称中国伊协，是中华人民共和国穆斯林的全国性宗教团体，于1953年5月11日在北京成立。回、维吾尔、哈萨克、乌孜别克、柯尔克孜、塔吉克、塔塔尔、东乡、撒拉、保安十个民族的代表参加了成立大会。最高机构为全国代表会议。会址设在北京。

## 历史
1952年7月27日，选举产生由40人组成的中国伊斯兰教协会筹备委员会。1953年5月11日，中国伊协在北京成立。1955年3月，中国伊协成立中国伊斯兰教经学院。1957年7月，中国伊协创办《中国穆斯林》杂志并出创刊号，该刊物是中国伊协主办的当时中华人民共和国唯一公开发行的伊斯兰教综合性学术刊物，以汉文和维吾尔文两种文字出版。1958年3月1日，经国务院总理周恩来批准的中国伊斯兰教经学院教学楼和学生宿舍楼竣工。中国伊协也从东四清真寺迁至新址办公。“文革”爆发后，中国伊协被迫停止工作。1980年，第四次全国代表会议召开，标志着中国伊协在改革开放新时期进入新的发展阶段。
在拨乱反正、平反“冤假错案”的基础上，中国伊协率领伊斯兰教界不断前进。1980年5月中国伊协印制阿拉伯文版《古兰经》30000册，分别装订成甲、乙两种精装本；1982年3月又增印50000册。1981年1月,中国伊协协助中国社会科学出版社出版了马坚译的《古兰经》汉译本40000册。1984年底，中国伊协陆续出版《简明“古兰经”注》、《圣训珠玑》、《教义学大纲》、《伟嘎业教法经解》、《呼图白集》、《杂学详解》、《天方至圣实录》等经籍100余万册。1980年7月中国伊协决定“尽快恢复中国伊斯兰教经学院”，同年12月开办第一期在职阿訇进修班，1982年经学院首批本科（五年制）学生开学。另外，中国伊协首次接受埃及爱资哈尔大学奖学金，派出2名进修人员（国际部副主任马云福、秘书杨志波），并带领8名中国穆斯林青年（包括阿迪力、吐尔逊、陈建明等）到埃及留学。1986年7月到8月，中国2000多名自费朝觐者到麦加朝觐，中国伊协首次派工作组分别在巴基斯坦卡拉奇、伊斯兰堡和沙特阿拉伯麦加为中国哈吉服务。
1981年2月，中国伊协编印的《中国穆斯林宗教生活》出版；同年9月，已停刊20年的《中国穆斯林》（汉文版）正式恢复出版。1981年12月，中国伊协研究决定由副主任马贤组织撰写《中国大百科全书·宗教》卷伊斯兰教分支学科的全部条目，主要参加者有马肇椿、马忠杰、杨永昌、张广林、郭承真等人。

## 历届领导

### 筹备会
- 主任：包尔汉
- 副主任：达浦生、杨静仁
- 秘书长：马玉槐

### 成立会
- 任期：1953年5月－1956年12月
- 主任：包尔汉
- 副主任：杨静仁、马玉槐、达浦生、马震武、伊明·马合苏木

### 第二届委员会
- 任期：1956年12月－1963年10月
- 主任：包尔汉
- 副主任：达浦生、杨静仁、马玉槐、马震武、伊明·马合苏木、马松亭、言木力哈·木甫提、张杰、刘品一
- 秘书长：张杰（兼）

### 第三届委员会
- 日期：1963年11月－1966年
- 主任：包尔汉
- 副主任：达浦生、丹彤、马玉槐、张杰、伊明·马合苏木、马腾霭、李恕、言木力哈·木甫提、白寿彝、沙梦弼、刘品一
- 秘书长：张杰（兼）

### 第四届委员会
- 任期：1980年4月－1987年3月
- 主任：张杰
- 副主任：白寿彝、言木力哈、阿木提大毛拉、安士伟、马腾霭、沈遐熙、马松亭、刘品一、玉赛音、马进成、张秉铎、马贤、艾买提·瓦吉地
- 秘书长：杨润身

### 第五届委员会
- 任期：1987年3月－1993年12月
- 名誉会长：包尔汉
- 会长：沈遐熙（1987年3月中国伊斯兰教协会第五届委员会产生）
- 副会长：白寿彝、阿木提大毛拉、安士伟、马腾霭、马松亭、刘品一、玉赛音阿吉、马进成、张秉铎、马贤、艾买提·瓦吉地、阿不都拉大毛拉、韩麦扫日、哈吉亚克巴尔
- 秘书长：马贤（兼）

### 第六届委员会
- 任期：1993年12月－2000年1月
- 会长：安士伟（回族）
- 副会长：阿不都拉大毛拉·阿吉（维吾尔族）、宛耀宾（回族）、玉赛因阿吉（柯尔克孜族）、马进成（东乡族）、马贤（回族）、韩麦扫日（撒拉族）、哈吉亚克巴尔（哈萨克族）、马人斌（回族）、盖世明（回族）、阿伊明（维吾尔族）、马良骥（回族）、谢生林（回族）、买买提·赛来（维吾尔族）、马云福（回族）、夏木西丁（维吾尔）
- 秘书长：宛耀宾（兼）
- 顾问：沈遐熙、白寿彝、张秉铎、艾买提·瓦吉地

### 第七届委员会
- 任期：2000年1月－2006年5月
- 会长：陈广元（回族）
- 副会长：阿荣汗阿吉（维吾尔族）、买买提·赛来（维吾尔族）、刘书祥（回族）、余振贵（回族）、谢生林（回族）、马进成（东乡族）、韩生贵（回族）、哈吉阿克巴尔（哈萨克族）、马良骥（回族）、马云福（回族）、夏米西丁（维吾尔族）、伍贻业（回族）、刘宝琦（回族）、丁文方（回族）、尼牙孜·卡日阿吉（柯尔克孜族）、李鸿宾（回族）、马忠杰（回族）
- 秘书长：余振贵（兼）
- 顾问：沈遐熙、白寿彝、宛耀宾、马贤、玉赛音阿吉、韩麦扫日、阿伊明、纳忠

### 第八届委员会
- 任期：2006年5月－2011年9月
- 会长：陈广元
- 副会长：阿不都力提甫·阿不都热依木大毛拉、余振贵、谢生林、韩生贵、哈吉亚克巴尔·霍恩尔、伍贻业、刘宝琦、丁文方、尼牙孜·卡日阿吉、马忠杰、居玛·塔伊尔大毛拉、马开贤、马安泰、洪长有、马文云、杨志波、阿地里江·阿吉克力木
- 秘书长：洪长有（兼）
- 顾问：马贤、韩麦扫日、阿伊明、买买提·赛来、刘书祥、马云福、夏米西丁、杨宗山

### 第九届委员会
- 任期：2011年9月－2016年11月
- 会长：陈广元
- 副会长：阿布力提甫·阿布都热依木大毛拉、郭承真（驻会）、哈吉亚克巴尔·霍恩尔、刘宝琦、尼亚孜·卡日阿吉、居马·塔依尔、马开贤、洪长有（驻会）、马文云、杨志波（驻会）、阿地里江·阿吉克力木（驻会）、马长庆、马寿新、达庆利、杨发明、穆可发、王树理、刘克杰
- 秘书长：郭承真（兼）
- 顾问：余振贵、谢生林、韩生贵、伍贻业、马忠杰

### 第十届委员会
- 任期：2016年11月[6]－2022年9月
- 会长：杨发明
- 副会长：阿布都西克尔·热合木都拉、刘宝琦、马开贤、马文云、阿地里江·阿吉克力木、穆可发、王树理、刘克杰、阿布都热克甫·土木尼亚孜、达吾克西·都孜拜、寇金发、吐尔洪·湖吉、韩卓辉、金建华、杨瑞强、金宏伟、米寿江、王文杰、金汝彬、从恩霖
- 秘书长：马中平

### 第十一届委员会
- 任期：2022年9月－
- 会长：杨发明
- 副会长：马中平、马文云、王文杰、木哈提热木·西日甫、代俊峰、米其智、麦麦提·居马、杨万里、杨冠军、杨瑞强、阿不都热克甫·吐木尼牙孜、阿吉白克·买买提库尔曼、阿地里江·阿吉克力木、金汝彬、金宏伟、金述龙、金建华、韩卓辉、摆生福、穆可发
- 秘书长：马中平（兼）
- 监事长：马开贤
- 副监事长：王树理、麦麦提依明·热夏提

## 外部連結
- 官方网站（中文）
- 官方网站（维吾尔文）